# 龔國泰
龔國泰（？—），中国作曲家、指揮家，国家一级作曲，現任上海京劇院正高級職稱創作人員、大樂隊常任指揮。

## 生平
他在上海音樂學院學習作曲藝術，畢業后分配到上海京劇院參加音樂工作，直到現在。
文化大革命期間，協助于會泳編寫樣板戲的管弦樂總譜。
《智取威虎山》等多部配西方管弦樂大樂隊伴奏的現代京劇（京劇現代戲），他是主要創作人員。
改革開放后仍持續創作，主要編曲配器作品有新編古裝京劇《曹操與楊修》（與高一鳴、尤繼舜合作，焦寶宏打鼓）、《貞觀盛事》（與高一鳴、尤繼舜合作，焦寶宏打鼓）、《廉吏于成龍》（與高一鳴、尤繼舜合作，焦寶宏打鼓）；電視京劇（京劇電視劇）《乾隆下江南》（與高一鳴、李朝貴合作）；余隆指揮中國愛樂樂團伴奏的大型交響京劇《楊門女將》（趙季平作曲）等。